# Maianthemum canadense
Maianthemum canadense là một loài thực vật có hoa trong họ Măng tây. Loài này được Desf. mô tả khoa học đầu tiên năm 1807.

## Hình ảnh

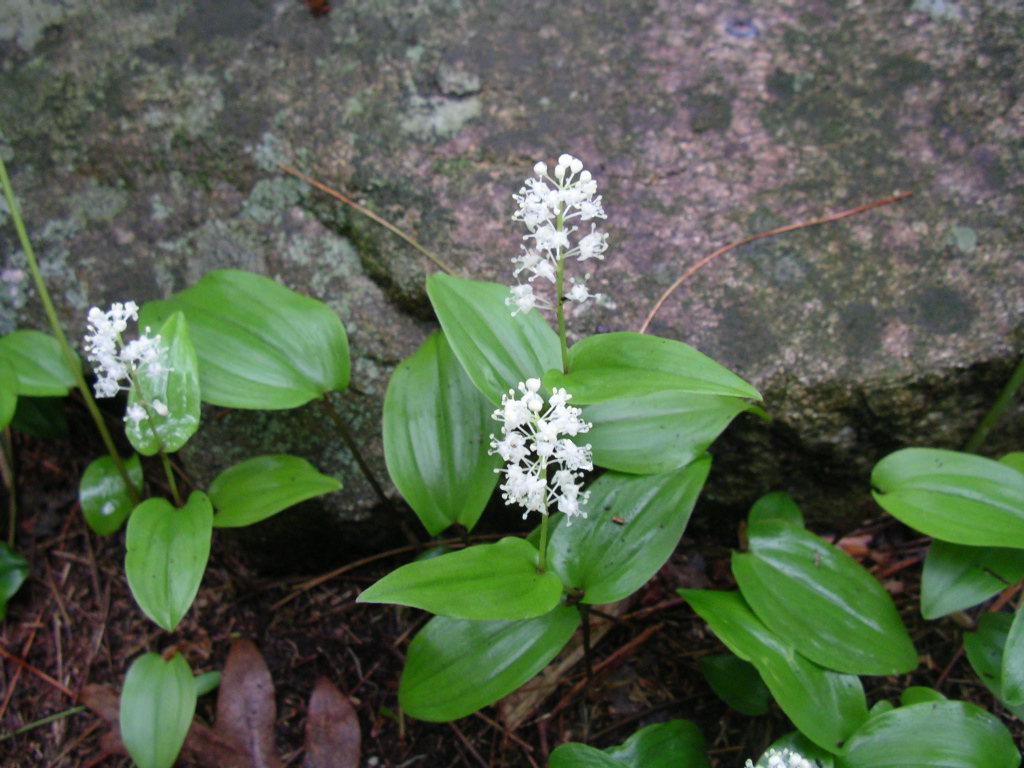
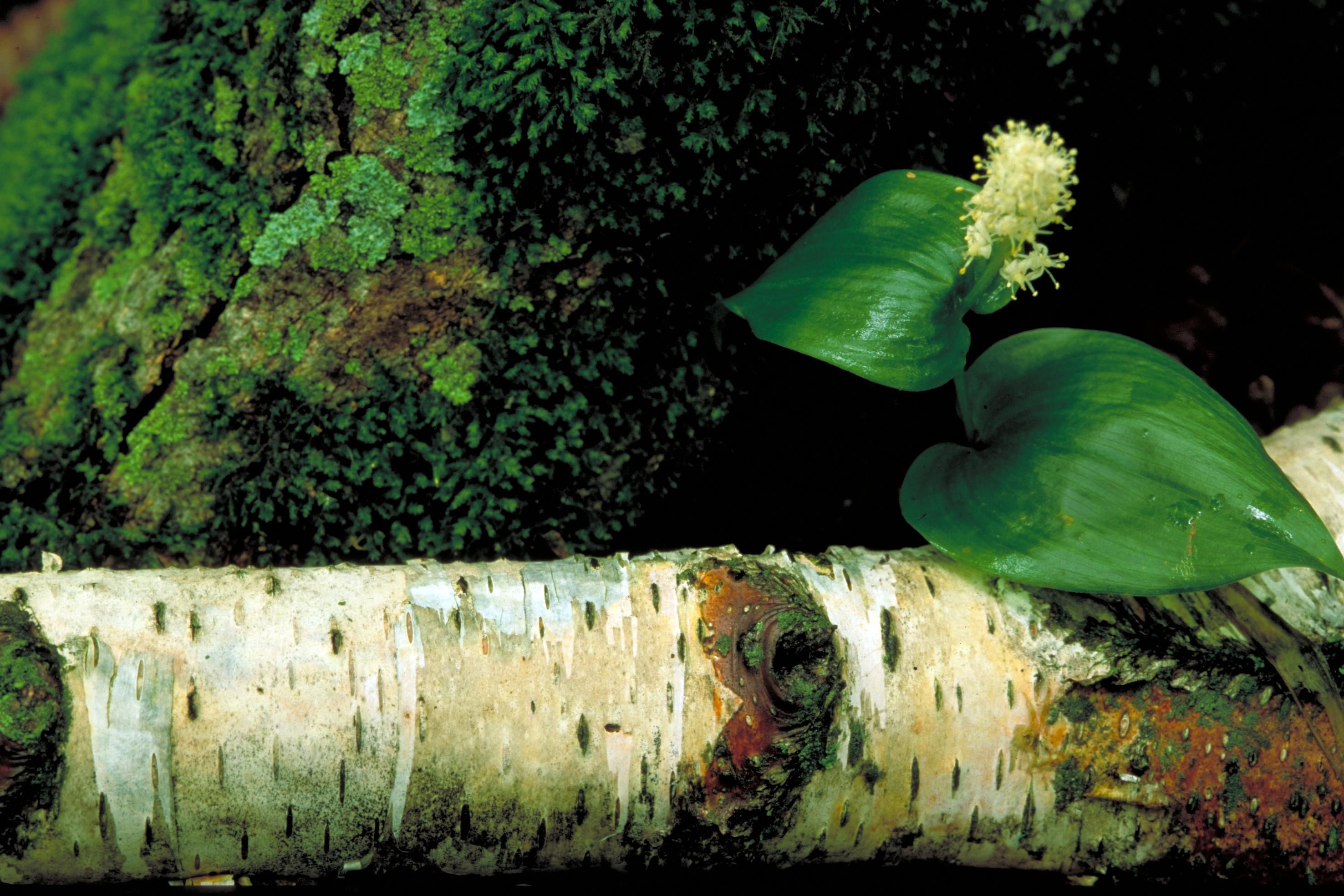
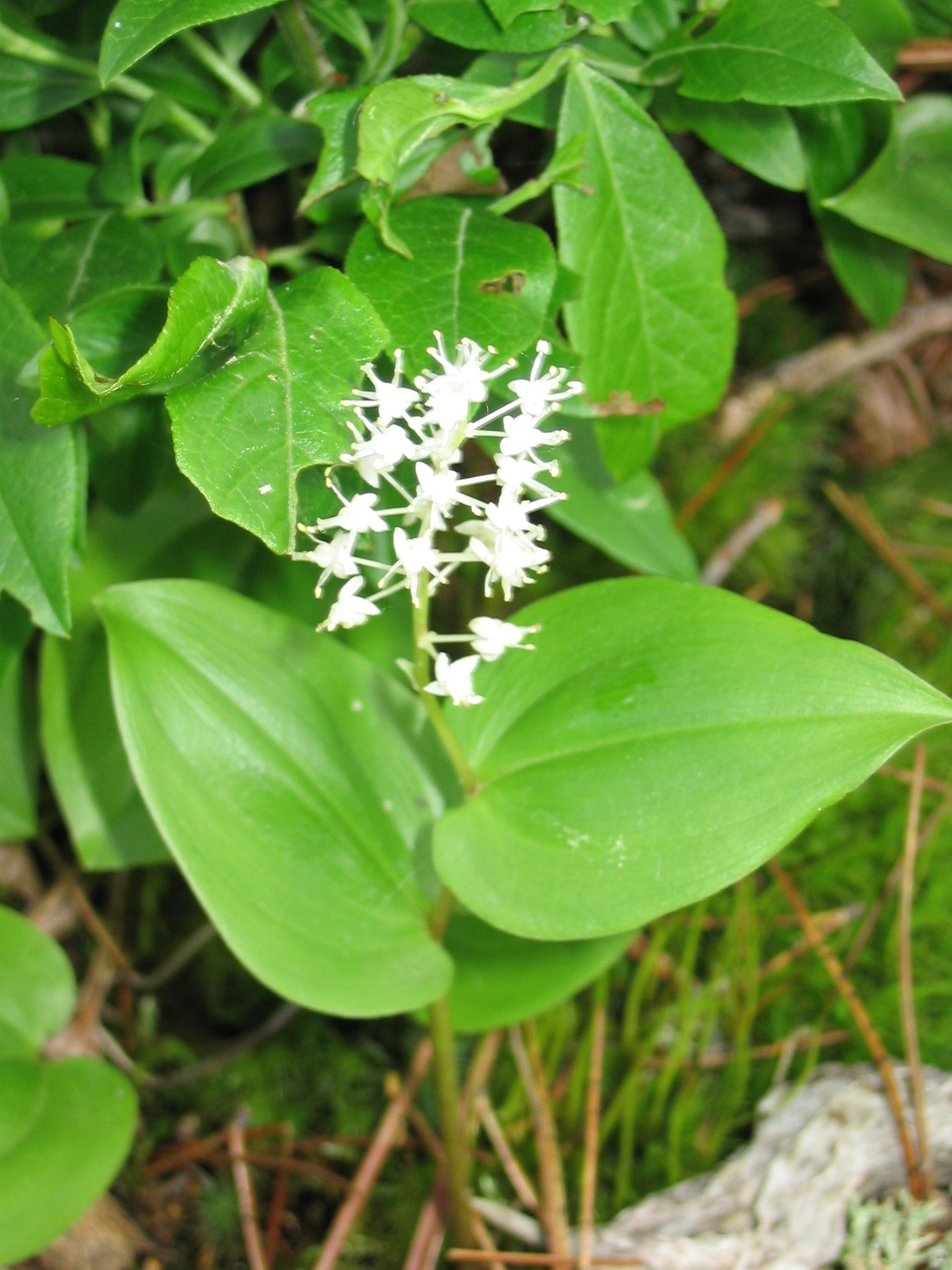
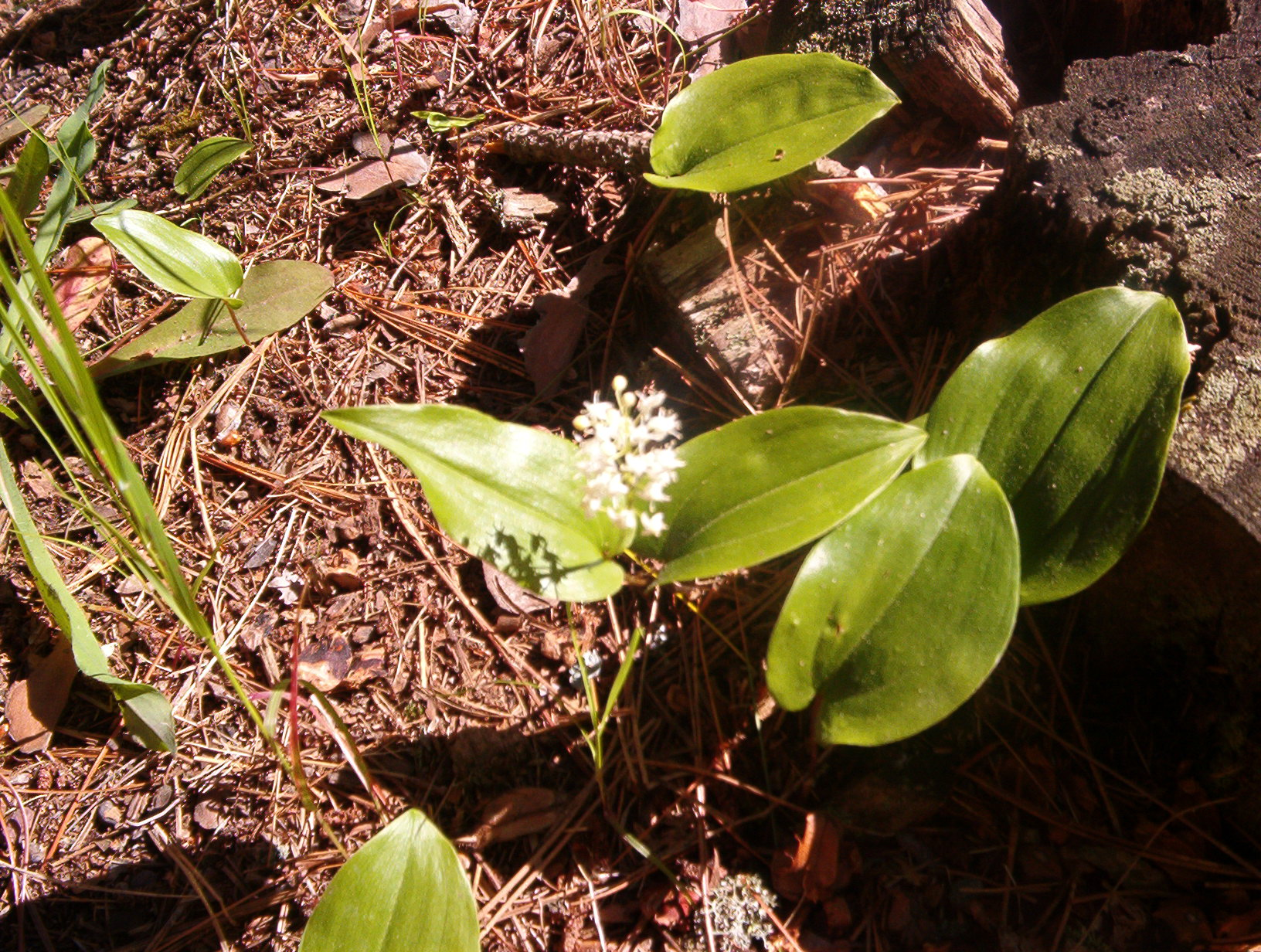